# 宮川宗徳
宮川 宗徳（みやがわ むねのり、1886年12月12日 - 1963年1月18日）は、神社本庁事務総長（初代：1946年2月 - 1948年4月）。内務省、文部省、東京市の官吏。「みやがわ そうとく」とも。

## 生い立ち
熊本の社家の出身。阿蘇で生まれ、長男として厳しく育てられた。「お母さんはどうして、僕だけにこんなに辛く當るのだらう」と思ったこともあるという。中学を出、仕送りを受けながら東京で遊学。宮川は折口信夫、秋岡保治と國學院で同級生だった。

## 官吏時代
明治43年（1910年）に國學院大學国史科を卒業、明治44年に日本大学政経科を修了。明治44年以後内務省、文部省勤務を経て、大正9年に東京市に転じ、同市で教育主事兼視学、監査課長、文書課長、牛込区長（1924年-1925年）、小石川区長（1926年-1927年）、下谷区長（1929年-1933年）、保健局長を歴任。

## 市会議員当選後
昭和16年（1931年）に東京市会議員に当選。大日本興亜同盟調査部長兼興亜政治経済文化対策委員会幹事長、及び大日本興亜同盟機関誌『興亜週報』の代表者。1935年から神宮奉斎会専務理事。

## 戦後
宮川は大日本神祇会・神宮奉斎会・皇典講究所の合併による神社本庁設立に貢献し、1946年2月に初代事務総長に就任。同年7月に神社新報社を創業しその社長に就任。
宮川は1946年に公職追放を受け、神社新報社社長を同年（翌1947年とも）に辞めた。1947年末に宗教団体に対しても自粛を要請する文部省通達が出されたが、宗教団体である神社本庁は公職追放の対象にならないとして宮川は神社本庁事務総長辞任を否定。通達の三ヶ月後、宮川は自分の任務であった神社本庁の組織化が完了したとして辞任した。以後神社本庁の顧問となる。
1949年、伊勢神宮式年遷宮奉賛会の発足時の常務理事、1951年2月から同理事長。
追放解除後の1953年の第3回参議院議員通常選挙に全国区から立候補したが落選した。
1963年、死去。